# 张学庸
张学庸（1919年—2010年），男，河南唐河人，中国消化内科专家、医学教育家，曾任中国人民解放军第四军医大学教授、博士生导师。